# Simon Davies
Simon Davies (født 23. oktober 1979 i Haverfordwest) er en walisisk fodboldspiller. Davies' favorit-position er i højre side af midtbanen, men waliseren er også i stand til at operere i venstre side.

## Klub karriere

### Peterborough United
Davies skiftede til Peterborough United i en alder af 15 år, og havde over 50 kampe på CV'et inden han fyldte 20, hvorefter Davies skiftede til Tottenham Hotspur i december, 1999 sammen med klubkammeraten Matthew Etherington.

### Tottenham Hotspur
Davies fik sin debut for Tottenham i et 2-0 nederlag til Liverpool i april, 2000, og blev brugt sparsomt i sit første år i klubben. Efterhånden etablerede den unge waliser sig dog på førsteholdet, men pga. skader spillede landsholdsspilleren kun 154 kampe i sine fem år i klubben med 24 mål til følge (i alle konkurrencer).

### Everton
Den 26. maj, 2005, skiftede Davies til Everton, og waliseren fik chancen for at spille i Champions League. Alt i alt var opholdet hos Everton dog en skuffelse, og i januar 2007 var det tid til et nyt skifte for midtbanespilleren.

### Fulham
Klubskiftet var til London-klubben Fulham, hvor Davies var udset som erstatning for Steed Malbranque. Waliseren fik sin debut den 30. januar, 2007 i en Premier League kamp mod Sheffield United.
Opholdet i Fulham har fået waliserens karriere tilbage på ret køl, hvor han gang på gang har imponeret i højre side af midtbanen, hvilket kulminerede med en kåring som Fulhams "Årets Spiller" i sæsonen 2007/08.
Fulhams indtog i UEFA Europa League i 2009/10 sæsonen førte bl.a. til et blændende mål fra waliserens side i den anden semi-finale mod Hamburg den 29 April 2010, som sammen med matchvinder Zoltan Geras mål sendte Fulham i finalen. Davies fulgte op med et mål i finalen, som udlignede den føring som Diego Forlán havde givet modstanderen Atlético Madrid. Fulham gik dog hen og tabte finalen i overtiden, da Forlán scorede sit andet mål tre minutter før slutfløjt.
Den 16. august 2010 skrev Davies under på en ny kontrakt med Fulham, så midtbanespilleren forbliver hos The Cottagers til 2013.

## International career
Davies fik sin debut på det walisiske landshold mod Ukraine den 6. juni, 2001, og trak sig fra landsholdet i august, 2010 med 58 kampe og seks mål i bagagen.

## References
1. ↑  "Player of the Season". www.fulhamfootballclub.wordpress.com. Hentet 24. juli 2008.
2. ↑  McNulty, Phil (29. april 2010). "Fulham 2–1 Hamburg (agg 2–1)". BBC Sport. British Broadcasting Corporation. Hentet 30. april 2010.
3. ↑  "Late winner breaks Fulham hearts". ESPNsoccernet. ESPN. 2010-05-12. Arkiveret fra originalen 18. maj 2010. Hentet 2010-05-13.
4. ↑  "Simon Davies Signs New Contract". 2010-08-16. Hentet 2010-08-17.
5. ↑  Davies retires from Wales duty